# Jussara lineatus
Jussara lineatus is een hooiwagen uit de familie Sclerosomatidae.